# Akvamarin (mineral)
Akvamarín je zelenkastomoder mineral in drag kamen. Uporablja se za izdelavo nakita.
Akvamarin je heksagonalno kristalizirana različica silikatnega minerala berila. Ima trdoto po Mohsu od 7,5 do 8. Njegova kemična sestava je Be3Al2Si6O18. Barvo ima zaradi dodatka titanovih ali železovih ionov.

## Nahajališča
Nahaja se v žilah pegmatita, predvsem v granitih, pa tudi v metamorfnih kameninah kot gnajs in v rečnih usedlinah.
Nahajališča se nahajajo v centralnem Koloradu, ZDA in v Braziliji.
Simbolizira mesec Marec.

## Uporaba
Akvamarin je cenjen drag kamen.

## Zgodovina
Največji kristal akvamarina so našli leta 1910 v Marambaia v Braziliji. Bil je težak 110,5 kg ali 520.000 karatov. Po najdaljši diagonali je meril 48 cm. S tem je najtežji dragi kamen, ki so ga kadarkoli našli.